# Chrysops dampfi
Chrysops dampfi är en tvåvingeart som beskrevs av Philip 1955. Chrysops dampfi ingår i släktet Chrysops och familjen bromsar. Inga underarter finns listade i Catalogue of Life.